# شهرستان پینگلو
شهرستان پینگلو (به لاتین: Pinglu County) یک منطقهٔ مسکونی در چین است که در یانگچنگ واقع شده‌است. شهرستان پینگلو ۱٬۱۷۳٫۵ کیلومتر مربع مساحت و ۲۵۰٬۰۰۰ نفر جمعیت دارد.